# Concordia (Missouri)
Pour les articles homonymes, voir Concordia.
Concordia est une ville située dans le comté de Lafayette, dans l’État du Missouri, aux États-Unis. Lors du recensement de 2010, sa population s’élevait à 2 450 habitants.

## Histoire
Un bureau de poste nommé Concordia existe à cet emplacement depuis 1865. La ville a été nommée d'après un lieu mentionné dans le poème "Das Lied von der Glocke" de Friedrich Schiller.
Une grande partie des premiers colons étaient des allemands.

## Éducation
Le district scolaire de Concordia gère une école primaire publique et un lycée (Concordia High School). Le lycée privé luthérien St. Paul est également situé à Concordia.

## Source
- (en) Cet article est partiellement ou en totalité issu de l’article de Wikipédia en anglais intitulé « Concordia, Missouri » (voir la liste des auteurs).